# UFO-Sverige
UFO-Sverige är en riksorganisation som bildades under påskhelgen 1970 som en paraplyorganisation för ett flertal då fristående ufogrupper och enskilda intresserade i landet. Idén var att samla så många som möjligt kring gemensamma mål som utåtriktad information och en, som det hette, ”dokumenterande ufoforskning”.
UFO-Sveriges kärnverksamhet är att undersöka allmänhetens inrapporteringar av oidentifierade flygande objekt, där dessa efter utredning klassificeras, ofta som misstolkningsfenomen, sådant som kan misstolkats av observatören så som varande något mystiskt, exempelvis meteorer, planeter och flygplan på avstånd. Bland de rapporter som inkommer finns exempel på fenomen som inte lätt låter sig förklaras, och som förtjänar vidare forskning.
Organisationen är uppbyggd av lokala representanter samt ett fåtal lokala grupper och ger ut tidskrifterna UFO-Aktuellt med fyra nummer per år samt Rapport-Nytt med fyra nummer per år. UFO-Sverige är den podcast som organisationen driver.
UFO-Sverige anordnar årligen fältundersökarkurser där deltagarna får lära sig mer om källkritik, misstolkningsfenomen, psykologi, astronomi, intervjumetodik, historik och kritisk granskning och administration kring utredningar av ufofall.
Vid årligen återkommande riksstämmor väljer UFO-Sveriges styrelse för riksorganisationen och i samband med riksstämma arrangeras UFO-EXPO där man visar organisationens verksamhet för allmänheten.
I stadgarna står bland annat att ”man ska motverka okritiskt tänkande, oberättigad skepsis eller blind tro omkring ufofenomen” samt ”bedriva och främja forskning för att vinna ökad kunskap om ufofenomenet.” Organisationen är politiskt och religiöst oberoende.
Ordförande sedan 20 maj 2023 är Clas Svahn som också är internationell samordnare. Vice ordförande är Thomas Michanek.
Riksorganisationen UFO-Sveriges inställning är att det finns uforapporter som representerar hittills okända eller ej tillräckligt undersökta fenomen och stimuli och att det kan röra sig om flera okända fenomen som inte behöver ha något samband med varandra men som alla rapporteras som UFO.
I Sätesorten Norrköping finns också världens största UFO-arkiv med UFO-rapporter, litteratur, ca 100 000 tidskrifter och annat arkiverat material: Archives for the unexplained/Arkivet för det oförklarade (AFU).
År 2022 släpptes Filmstadens produktion UFO Sweden med Crazy Pictures som filmskapare och med egna producenter. Filmen skapades i samarbete mellan UFO-Sverige och idén till filmen uppstod när filmbolaget upptäckte den faktiska organisationen av en slump, efter att ha sett dokumentärfilmen Ghost Rockets.